# Tumladen
Tumladen (Nederlands: Brede Vallei) is een vallei in de fantasiewereld van J.R.R. Tolkien (Arda), die onder andere voorkomt in enkele verhalen uit de Silmarillion.
Tumladen ligt in Beleriand, een werelddeel dat eens ten noordwesten van Midden-Aarde lag, en werd begrensd door een ring van bergen, de Echoriath (Nederlands: 'Omringende Bergen', Engels: Encircling Mountains) genoemd. De zuidelijke toppen hiervan werden de Crissaegrim ('Gekloofde pieken', Engels: Cleft Mountain Peaks) genoemd. Thorondor was hier Heer van de Grote Adelaars.
Door aanwijzingen van de Vala Ulmo vond de Elf Turgon de vallei, en daar bouwde hij in het midden de verborgen stad Gondolin. Dankzij de omringende bergen bleven zowel de vallei als de stad lange tijd beschermd. Uiteindelijk wist de duistere heer Morgoth, dankzij verraad, de ligging van de stad te achterhalen.
In de Derde Era werd de naam Tumladen ook gebruikt voor een vallei in Lossarnach.